# Malibu (canción de Miley Cyrus)
«Malibu» es una canción de la cantante estadounidense Miley Cyrus, estrenada en Beats 1 el 11 de mayo de 2017, posteriormente disponible para su descarga digital y en servicios de streaming a través de RCA Records; además, fue el sencillo líder de su sexto álbum de estudio, Younger Now. Su letra fue compuesta por Miley Cyrus.
La canción trata sobre la relación amorosa que mantuvo la cantante con su exesposo, Liam Hemsworth. Al respecto, varios críticos señalan esta canción como la que da comienzo a la transición de Cyrus hacia una faceta más suave y alejada de su anterior imagen controversial. 
La canción se ha convertido en un completo éxito comercial, alcanzando el puesto número 10 en el Billboard Hot 100, lo que la convierte en su octavo top diez, su decimoctava entrada en la lista estadounidense y número once en el Reino Unido. La canción ha sido certificada como categoría diamante en Brasil y categoría multiplatino en Australia, Canadá, Noruega, México, España y Estados Unidos. 

## Antecedentes
Historia
Después del lanzamiento de su cuarto álbum de estudio Bangerz (2013), Cyrus volvió a trabajar en su música y en otros proyectos. En agosto de 2015, lanzó el álbum experimental Miley Cyrus and Her Dead Petz, publicado de forma gratuita después de los MTV Video Music Awards 2015, en los que fue anfitriona y actuó por sorpresa. En este disco, Cyrus experimentó con un estilo distinto a sus lanzamientos anteriores, como el pop psicodélico, rock psicodélico o el pop alternativo.
Desarrollo
El 4 de mayo de 2017, en exclusiva en un reportaje de portada para la revista Billboard, fue anunciado que el 11 de mayo de 2017, Cyrus lanzaría el primer sencillo de su sexto álbum: «Malibu». En la entrevista, la cantante afirma ser una persona diferente y sentirse ilusionada con su nuevo proyecto, coment: «Este álbum en el que estoy trabajando es como un súper yin y yang, estoy en equilibrio ahora. Decidí que nunca más iba a grabar un álbum con fechas límites, etiquetas, ni personas diciéndome cuánto debía tardar». Asimismo, Cyrus señaló que esta nueva etapa de su carrera tendría un estilo más country y simple, con una nueva imagen sin desnudos, dejando las polémicas atrás al querer ser tomada más en serio como cantautora. Defendió este cambio radical de estilo musical y vida: «Salí del mundo del hip hop porque "Tengo un Lamborghini, un Rolex y una chica", esa no soy yo, eso no va conmigo. Me alejé del hip hop porque no quería estar escuchando canciones que decían: "Siéntate en mi pene, chupa mi pene"». Del mismo modo, afirmó: «Me duele que la gente del country no me considere una artista, todo por el tema de las pezoneras, pero amo el country [...] No quiero recrear los VMAs 2013, no quiero asustar a la gente de nuevo. Estoy en otra etapa». El título hace referencia a la ciudad de Malibú (California), lugar donde la cantante vivió junto a su expareja, el actor Liam Hemsworth, este romance fue la inspiración de la canción.
La canción se estrenó en Beats 1 el 11 de mayo de 2017, presentada por Zane Lowe. A continuación, se lanzó para la transmisión en línea en Apple Music y Spotify, donde consiguió obtener 100 millones de reproducciones en menos de un mes desde el lanzamiento. Asimismo, se supo que, desde su lanzamiento, el interés en los motores de búsqueda de las palabras claves "malibú vacaciones" se incrementó en un 178% desde abril a mayo, y el volumen de búsquedas de "vuelos a Malibú" aumentó en un 350% en el mismo período, se asumió que el motivo de tal ascenso del turismo en la localidad californiana fue la canción de Cyrus .

## Composición
«Malibu» fue escrita únicamente por Miley Cyrus, y contó con la producción de Oren Yoel, con quien Cyrus trabajó en álbumes anteriores. Según la intérprete, la escribió de camino a las grabaciones del programa The Voice en junio de 2016, al ver el mar desde la carretera. Además de ayudar a componerla, Yoel se encargó de la producción.Se le considera una canción pop rock e indie rock, con influencias folk. Es tocada en clave de La bemol mayor con un tempo de 140 latidos por minuto.
La letra de la canción se diferencia de los dos álbumes anteriores de Cyrus, y proporciona una introspección en su vida amorosa con Liam Hemsworth, con quien vivía en Malibú (California) en el momento de escribir la canción. Cyrus dijo en una entrevista que canta sobre «las inseguridades pasadas, la satisfacción actual (...) Esperando que permanezca igual, y nada cambiará / Y seremos nosotros, solo por un tiempo».

## Formatos
| Descarga digital 1. «Malibu» – 3:51 Descarga digital – The Him Remix 1. «Malibu» (The Him Remix) – 3:38 Descarga digital – Tiësto Remix 1. «Malibu» (Tiësto Remix) – 3:19 Descarga digital – Lost Frequencies Remix 1. «Malibu» (Lost Frequencies Remix) – 3:20 | Descarga digital – Gigamesh Remix 1. «Malibu» (Gigamesh Remix) – 3:22 Digital download – Dillon Francis Remix 1. «Malibu» (Dillon Francis Remix) – 3:41 Descarga digital – Alan Walker Remix 1. «Malibu» (Alan Walker Remix) – 3:06 |

## Recepción

### Recepción crítica

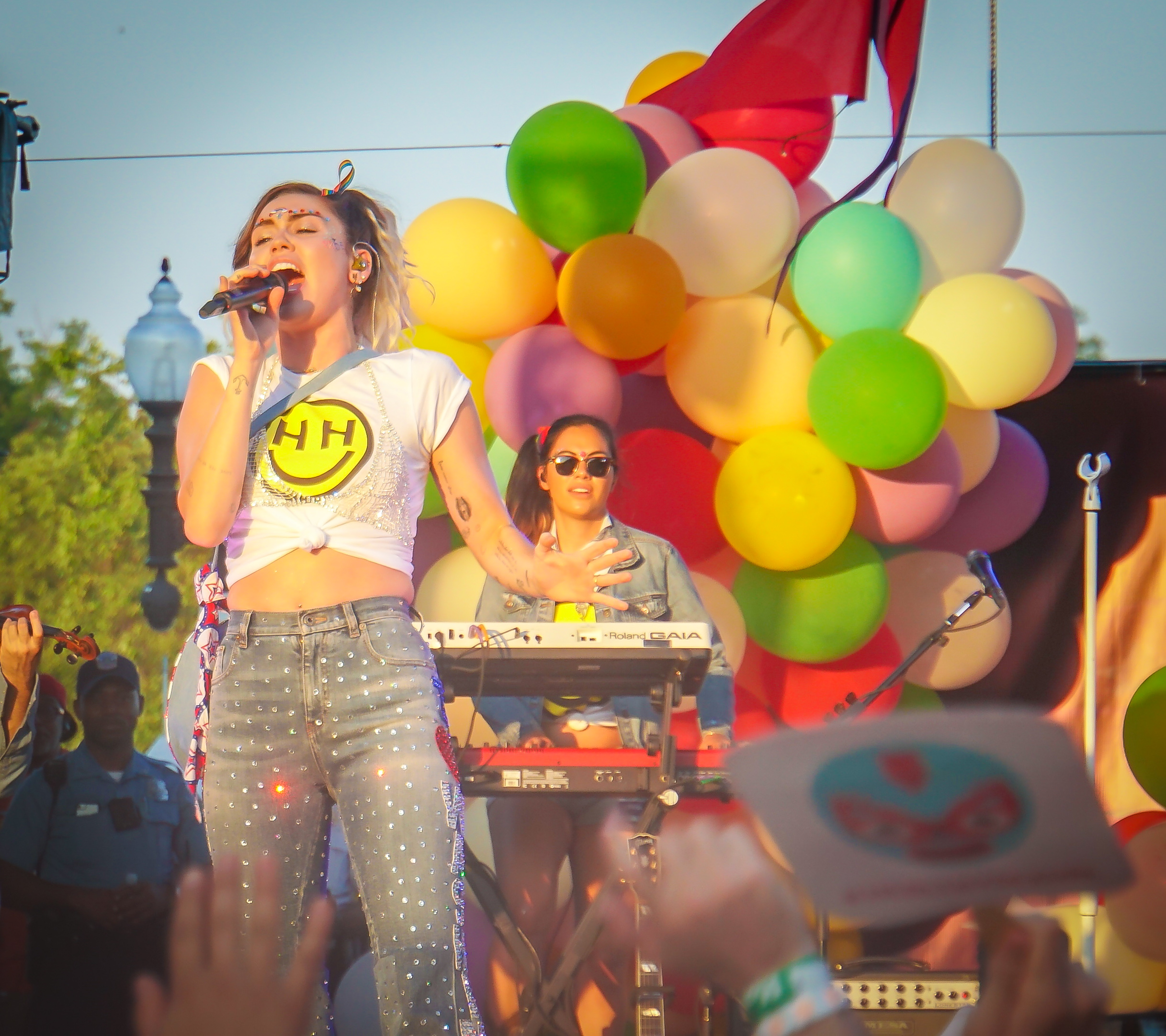
Cyrus actuando durante las fiestas del Orgullo Gay en Washington D. C.

«Malibu» recibió reacciones positivas de los críticos. Muchos elogiaron la capacidad de Cyrus para alejarse de su anterior personaje, polémico y atrevido. Jon Blistein de la revista Rolling Stone llamó a «Malibu» una canción reducida que cuenta con una osada progresión de guitarra y unos sonidos de tambores que mantienen a flote la voz de Cyrus y su letra que expresa amor sincero. El redactor Hugh McIntyre, reseñando para Forbes, dijo que 'Malibu' resulta inesperada al escucharla por primera vez, y señaló que Cyrus «ha tomado una dirección americana, optando por la guitarra y la composición en lugar del sonido electrónico al que sus fans se han acostumbrado durante los últimos años». Asimismo, afirmó que era una de las mejores canciones del año. Joey Nolfi de Entertainment Weekly describió a Malibu como «minimalista, refrescante, y simplemente en sintonía», así como "radio-friendly".
El escritor Chris Willman tuvo una opinión mixta para Variety, calificándola de "dulce" y "profundamente sentida", elogiando la "inocencia" de Cyrus y las habilidades de producción de Oren Yoel al compararla en su sonido en la canción. Andy Cush expresó una reacción mixta en SPIN, diciendo que, si bien se beneficia de «letras serenas, la producción con toques de mano y guitarras eléctricas limpias, [y] un “twang” suave para recordarle su estatus como la progenie de una estrella country», encontró que la pista era "completamente inofensiva", comparando su sonido con el de Sheryl Crow y Don Henley.
La canción fue incluida en la lista «50 mejores canciones de 2017 hasta ahora» elaborada por la revista Billboard, situándola en la posición número trece. En una breve reseña escriben: «la Miley Cyrus de "Malibu" no suena como si nos estuviera vendiendo nada, simplemente está abriendo su alma y, por primera vez en años, la ex Hannah Montana suena satisfecha. (...) La felicidad de "Malibu" no es impulsiva o sin sentido —la voz de Miley revela su felicidad en la playa, es una victoria ardua y da a la canción una emoción que les falta a la mayoría de las odas a la domesticidad romántica». En junio de 2017 el sitio web HITS Daily Double, asociado a la revista estadounidense Hits, realizó una lista de posibles candidatas a los Premios Grammy, destacando a «Malibu» como una opción factible en las categorías de "Canción del año" y "Grabación del año". A mediados de octubre, la revista Billboard realizó un artículo de cara a las nominaciones de los Grammy, afirmando que Cyrus podría ser una de las escogidas para ser nominada en varias categorías por el disco y el primer sencillo. En diciembre de ese mismo año, la revista Rolling Stone nombró al sencillo como una de las mejores canciones lanzadas en 2017. Asimismo, la revista musical The Fader también la incluyó en su listado anual como una de las mejores canciones publicadas en el año.

### Recepción comercial
En los Estados Unidos, con menos de un día de seguimiento, la canción debutó en el número 64 en el Billboard Hot 100 con 29.000 descargas y 4 millones de escuchas en línea. En su primera semana completa, el sencillo se disparó al número 10 con 77,000 copias vendidas, 21.5 millones de reproducciones en radios, y registró 13.5 millones de escuchas en línea. La hazaña hace que «Malibu» sea el noveno Top 10 de Cyrus y su primera entrada en dicha posición desde «Wrecking Ball» en 2013.
En Reino Unido, el sencillo debutó en el número once en el UK Singles Chart, convirtiéndose en su cuarta canción en alcanzar el máximo en esta posición. Para la semana del 13 de junio, el sencillo consiguió subir hasta la segunda posición de la lista. En Oceanía, figuró en el número tres en las listas de ARIA en Australia y en el número cinco en la carta oficial de la música de Nueva Zelanda.
En sólo seis semanas, «Malibu» vendió 1.1 millones de copias en todo el mundo (ventas puras), convirtiéndose en la decimocuarta canción de Cyrus en alcanzar el millón de ventas. Asimismo, a dos meses y medio de haber sido lanzado el sencillo al mercado, ya había alcanzado los dos millones en ventas. Llegada la fecha del lanzamiento del álbum, el sencillo llevaba vendiendo un total de 4.4 millones de copias equivalentes entre ventas puras y servicios de streaming (superando la marca de 500 millones de reproducciones en línea), convirtiéndose así en uno de sus sencillos con más suceso a nivel mundial y la tercera canción más exitosa del 2017 por una artista femenina.

## Promoción

### Video musical

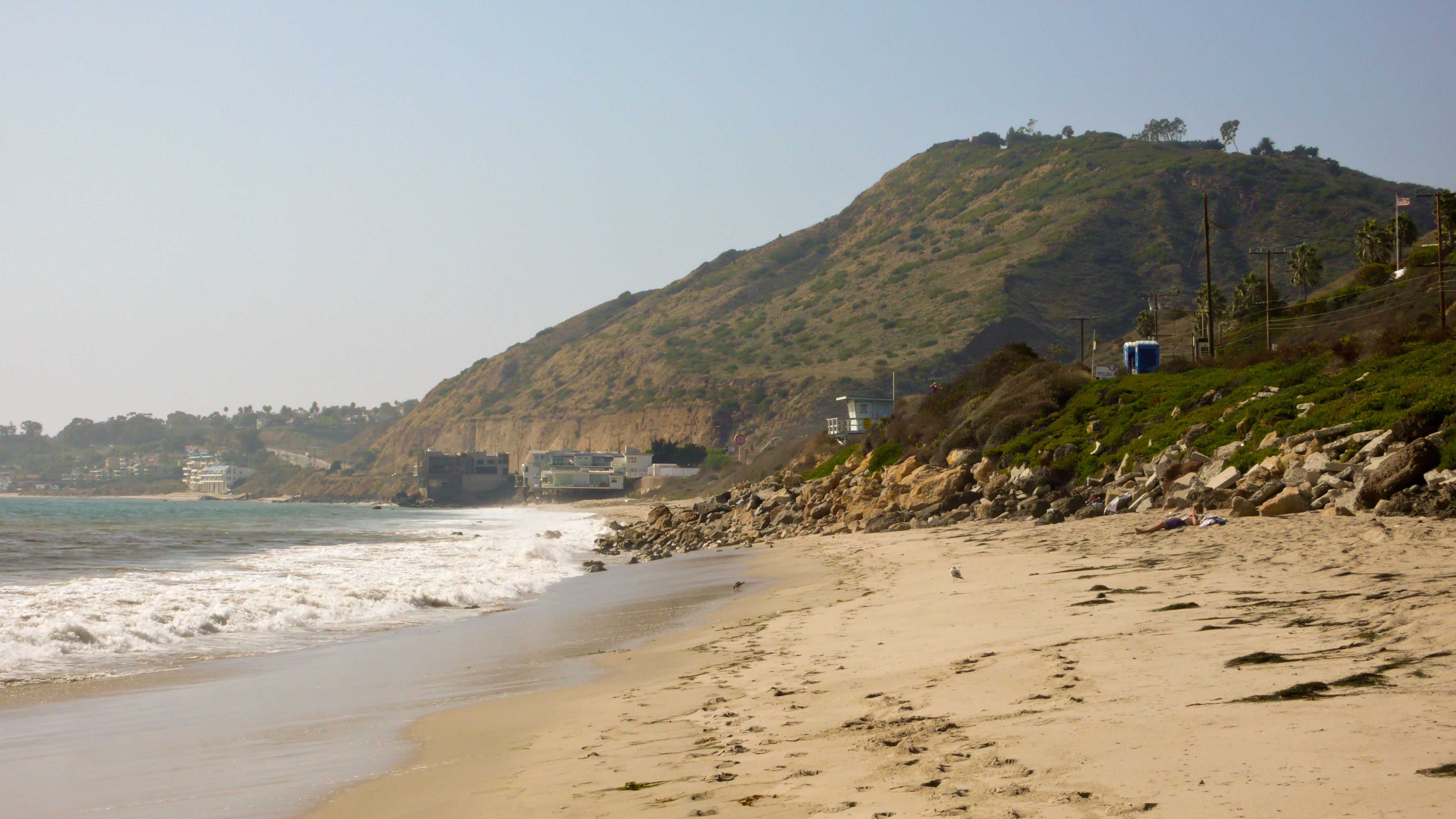
Playa de Malibú (California), donde se rodó parte del vídeo.

El vídeo musical para el sencillo fue publicado en la cuenta VEVO de la cantante el 11 de mayo de 2017, obteniendo 12.7 millones de reproducciones en 24 horas, situándose como el vídeo más visto del día en YouTube. Del mismo modo, superó en visitas en su primer día a su anterior sencillo «We Can't Stop», que consiguió 10.3 millones en su lanzamiento. Asimismo, fue dirigido por la propia Cyrus y la directora Diane Martel, con quien ya había trabajado en proyectos anteriores. En el corto se muestra a la cantante en una playa paradisíaca, junto a la naturaleza frente a una cascada y en una pradera junto con su perro Emu, dando lugar a un vídeo sencillo y veraniego, donde Cyrus muestra su nueva imagen, con una melena bicolor morena-rubia y con estilismos en blanco y fresco.
En su tercera semana, el vídeo ya había alcanzado las 100 millones de visitas y obtuvo 2 millones de me gusta en Youtube. Del mismo modo, para mediados de julio, «Malibu» ya había alcanzado las 200 millones de reproducciones en VEVO. Este es su octavo video en lograr esta marca.

### Presentaciones en vivo

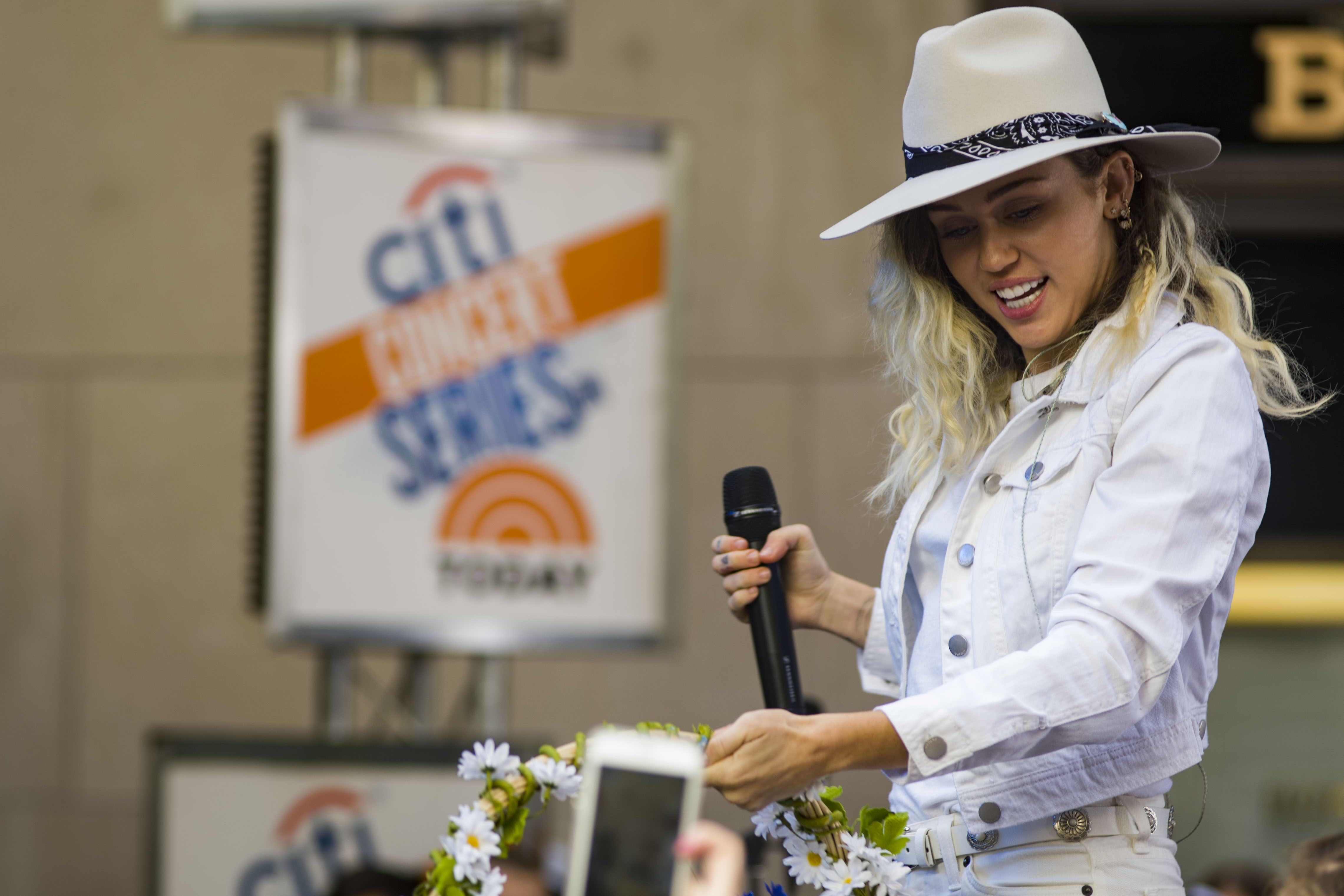
Cyrus promocionando su nuevo sencillo «Malibú» durante el programa matutino “Today Show” en Nueva York.

El 31 de marzo de 2017, Ryan Seacrest anunció en su programa de radio que el 13 de mayo de 2017, Cyrus se presentaría como invitada especial en 102.7 KIIS FM Wango Tango, festival en el Centro StubHub en Los Ángeles. Finalmente, la cantante interpretó el sencillo vestida de blanco mientras muchos globos decoraban el escenario y eran lanzados al público. Asimismo, Cyrus interpretó una versión en acústico en el programa de radio "Elvis Duran Live" el 16 de mayo, sorprendiendo al público.
Asimismo, fue confirmada que la primera actuación en directo emitida por televisión del sencillo tendría lugar el 21 de mayo durante la gala de los Billboard Music Awards de 2017. «Miley Cyrus es y siempre ha sido un artista que hace un impacto. Su increíble talento e impresión en la cultura pop son innegables», dijo Mark Bracco, productor ejecutivo de los premios. «Estamos emocionados de tener su debut con "Malibu" en los Billboard Music Awards de 2017 y esperamos un rendimiento crudo y honesto que probablemente sorprenderá a muchos». Ella fue presentada por su padre, Billy Ray Cyrus y su hermana Noah Cyrus antes de tocar la canción. La actuación fue muy sencilla, con Cyrus vestida con una blusa blanca y unos pantalones cortos blancos, junto con un gorro. La cantante realizó una versión más "country" y "acústica" que la versión de estudio, recibiendo las alabanzas del público y la crítica por su talento vocal. La dinámica de la presentación se basó en la cantante cantando frente a una gran pantalla, en la que se mostraban escenas del mar y globos de colores, como en el vídeo del sencillo, finalizando la actuación con una caída de globos en el arena y una Cyrus emocionada y con lágrimas. La actuación fue considerada como la segunda mejor de la noche por Billboard solo por detrás de Celine Dion, mientras que fue la más comentada de la gala en las redes sociales.
El 23 de mayo Cyrus volvió a interpretar el sencillo, esta vez durante la final del talent-show The Voice en su edición estadounidense donde fue preparadora. La actuación tuvo una puesta en escena inspirada en el vídeo musical, con la cantante vestida de blanco y rodeada de naturaleza y una cascada virtual proyectada en una gran pantalla tras ella. Asimismo, la cantante al inicio de la presentación dio unas palabras relacionadas con el Atentado de Mánchester sucedido el 22 de mayo tras finalizar un concierto de la cantante Ariana Grande, diciendo: «Me gustaría dedicar esta canción a mi buena amiga Ariana Grande y todos los que experimentaron ese horrible ataque. Nuestros corazones están con vosotros». Poco después volvió a interpretar dicha canción durante el programa Today Show en Nueva York, vestida de blanco nuevamente. Asimismo, interpretó otras canciones durante el concierto promocional emitido por televisión, fueron: «We Can't Stop», «Jolene» y una nueva canción titulada «Inspired». Del mismo modo, volvió a interpretar dichas canciones y el sencillo durante el festival KTUphoria en el Jones Beach Theater en Wantagh (Nueva York). El 11 de junio Cyrus actuó en el festival iHeartSummer en Miami, interpretando la canción con la misma temática que venía haciendo en presentaciones anteriores. Al día siguiente, la cantante volvió a interpretar el sencillo durante un concierto perteneciente a las fiestas del Orgullo Gay de Washington D.C. El 14 de junio Cyrus actuó durante el Nova’s Red Room Global Tour en Nueva York, interpretando varias de sus canciones, entre ellas, el sencillo. Pocas horas después, fue la invitada especial en el programa de Jimmy Fallon “The Tonight Show” donde, además de participar en situaciones cómicas y en su respectiva entrevista, cantó el sencillo recibiendo buenas críticas por su interpretación y calidad vocal. Poco después actuó en el BLI Summer Jam en Nueva York, donde volvió a interpretar el sencillo. Del mismo modo, volvió a actuar, esta vez en el Kiss108 Concert en Boston. El 15 de septiembre de 2017, Cyrus ofreció un concierto acústico grabado en los Rainbowland Studios donde la cantante creó el que era su nuevo disco. En dicho recital interpretó varias canciones, entre ellas "Malibu", todo ello para la BBC Radio 1 en su programa Live Lounge, recibiendo alabanzas a su interpretación y calidad vocal. El sencillo fue interpretado durante el iHeartRadio Music Festival en Las Vegas. Allí, vestida con un vestido de lentejuelas negro, Cyrus dio un discurso sobre la igualdad y la lucha por un mundo mejor, recibiendo la reacción del público presente en el T-Mobile Arena y alabanzas de la crítica musical. Cyrus participó en la realización de un episodio del 'Carpool Karaoke' de James Corden, donde interpretó algunas canciones, entre ellas el sencillo. El 17 de octubre se supo que Cyrus había interpretado la canción para los miembros de The Recording Academy, quien elabora y prepara los Premios Grammy, publicando la actuación en vídeo recibiendo buenos comentarios. El 25 de mayo de 2019 Cyrus se presentó como cabeza de cartel del festival de música británico BBC Radio 1 Big Weekend, donde interpretó además del sencillo, grandes éxitos y tres nuevas canciones.

## Posicionamiento en listas
| Lista (2017)                                    | Mejor posición |
| ----------------------------------------------- | -------------- |
| Alemania (Media Control AG)                     | 20             |
| Argentina (Monitor Latino)                      | 17             |
| Australia (ARIA)                                | 3              |
| Australia Streaming (ARIA)                      | 5              |
| Austria (Ö3 Austria Top 40)                     | 8              |
| Bélgica (Flandes) (Ultratip Bubbling Under)     | 15             |
| Bélgica (Valonia) (Ultratip Bubbling Under)     | 1              |
| Canadá (Canadian Hot 100)                       | 4              |
| Canadá (CHR/Top 40)                             | 17             |
| Canadá (Hot AC)                                 | 14             |
| Canadá (AC)                                     | 33             |
| Dinamarca (Tracklisten)                         | 14             |
| Escocia (Scottish Singles Sales Chart)          | 2              |
| Eslovaquia (Singles Digitál Top 100)            | 3              |
| Eslovenia (SloTop50)                            | 42             |
| España (Top 100 Canciones)                      | 4              |
| España (Top 50 Radios)                          | 3              |
| España (LOS40)                                  | 1              |
| Estados Unidos (Billboard Hot 100)              | 10             |
| Estados Unidos (Digital Songs)                  | 2              |
| Estados Unidos (Adult Top 40)                   | 14             |
| Estados Unidos (Adult Contemporary)             | 22             |
| Estados Unidos (Hot Dance Club Songs)           | 1              |
| Estados Unidos (Mainstream Top 40)              | 15             |
| Estados Unidos (Billboard + Twitter Top Tracks) | 1              |
| Filipinas (Billboard Philippines)               | 17             |
| Finlandia (Suomen virallinen latauslista)       | 8              |
| Francia (SNEP)                                  | 14             |
| Grecia Digital Songs (Billboard)                | 4              |
| Guatemala (Monitor Latino)                      | 18             |
| Hungría (Single Top 40)                         | 15             |
| Irlanda (IRMA)                                  | 7              |
| Italia (FIMI)                                   | 24             |
| Letonia (Latvijas Top 40)                       | 2              |
| Lituania (M-1 Top 40)                           | 1              |
| México (México Inglés Airplay)                  | 1              |
| Noruega (VG-lista)                              | 4              |
| Nueva Zelanda (Recorded Music NZ)               | 4              |
| Países Bajos (Dutch Top 40)                     | 12             |
| Paraguay (Monitor Latino)                       | 14             |
| Polonia (Polish Airplay Top 100)                | 25             |
| Portugal (AFP)                                  | 12             |
| Reino Unido (UK Singles Chart)                  | 2              |
| República Checa (Singles Digitál Top 100)       | 4              |
| Suecia (Sverigetopplistan)                      | 27             |
| Suiza (Schweizer Hitparade)                     | 16             |
| Turquía (Turkish Music Charts)                  | 18             |
| Euro Digital Songs (Billboard)                  | 7              |
| (Media Traffic)                                 | 9              |

| Lista (2017)                         | Mejor posición |
| ------------------------------------ | -------------- |
| Austria (Ö3 Austria Top 40)          | 47             |
| Bélgica (Ultratop Flanders)          | 95             |
| Estados Unidos (Billboard Hot 100)   | 89             |
| Estados Unidos (US Dance Club Songs) | 49             |
| Canadá (Canadian Hot 100)            | 44             |
| Suiza (Schweizer Hitparade)          | 79             |
| Hungría (Single Top 40)              | 56             |
| Hungría (Stream Top 40)              | 79             |

## Certificaciones
| País (Organismo certificador) | Certificaciones | Ventas certificadas | Ref.    |
| ----------------------------- | --------------- | ------------------- | ------- |
| Alemania (BVMI)               | Oro             | 200 000             | [ 112 ] |
| Australia (ARIA)              | 6× Platino      | 420 000             | [ 113 ] |
| Austria (IFPI)                | Platino         | 30 000              | [ 114 ] |
| Bélgica (BEA)                 | Oro             | 15 000              | [ 115 ] |
| Brasil (Pro-Música Brasil)    | Diamante        | 160 000             | [ 116 ] |
| Canadá (Music Canada)         | 3× Platino      | 240 000             | [ 117 ] |
| Dinamarca (IFPI Dinamarca)    | Platino         | 90 000              | [ 118 ] |
| España (PROMUSICAE)           | 2× Platino      | 120 000             | [ 119 ] |
| Estados Unidos (RIAA)         | 2× Platino      | 2 000 000           | [ 120 ] |
| Francia (SNEP)                | Oro             | 100 000             | [ 121 ] |
| Italia (FIMI)                 | Platino         | 50 000              | [ 122 ] |
| México (AMPROFON)             | 2× Platino+Oro  | 350 000             | [ 123 ] |
| Noruega (IFPI Noruega)        | 4× Platino      | 240 000             | [ 124 ] |
| Nueva Zelanda (RMNZ)          | 3× Platino      | 90 000              | [ 125 ] |
| Polonia (ZPAV)                | Platino         | 20 000              | [ 126 ] |
| Reino Unido (BPI)             | Platino         | 600 000             | [ 127 ] |
| Suiza (IFPI Suiza)            | Platino         | 30 000              | [ 128 ] |
| Streaming                     |                 |                     |         |
| Suecia (GLF)                  | Platino         | 8 000               | [ 129 ] |

## Premios y nominaciones
El sencillo «Malibu» recibió varias nominaciones en distintas ceremonias de premiación. A continuación, una lista de las candidaturas que obtuvo:
| Año  | Premiación               | Categoría                | Resultado | Ref.    |
| ---- | ------------------------ | ------------------------ | --------- | ------- |
| 2017 | Teen Choice Awards       | Mejor canción femenina   | Nominada  | [ 130 ] |
| 2017 | Teen Choice Awards       | Mejor canción del verano | Nominada  | [ 131 ] |
| 2017 | MTV Video Music Awards   | Mejor video pop          | Nominada  | [ 132 ] |
| 2017 | BreakTudo Awards         | Mejor video              | Nominada  | [ 133 ] |
| 2018 | iHeartRadio Music Awards | Mejor video              | Nominada  | [ 134 ] |
| 2018 | BMI Pop Awards           | Mejor canción            | Ganadora  | [ 135 ] |

## Historial de lanzamientos
| Región         | Fecha               | Formato                                                                               | Versión                | Discográfica | Ref.    |
| -------------- | ------------------- | ------------------------------------------------------------------------------------- | ---------------------- | ------------ | ------- |
| Varios         | 12 de mayo de 2017  | Descarga digital streaming                                                            | Original               | RCA          | [ 136 ] |
| Italia         | 12 de mayo de 2017  | Radio airplay                                                                         | Original               | Sony         | [ 137 ] |
| Reino Unido    | 12 de mayo de 2017  | Adult contemporary radio                                                              | Original               | RCA          | [ 138 ] |
| Estados Unidos | 15 de mayo de 2017  | Adult contemporary radio hot adult contemporary radio modern adult contemporary radio | Original               | RCA          | [ 139 ] |
| Estados Unidos | 16 de mayo de 2017  | Contemporary hit radio                                                                | Original               | RCA          | [ 140 ] |
| Varios         | 9 de junio de 2017  | Descarga digital streaming                                                            | The Him remix          | RCA          | [ 13 ]  |
| Varios         | 23 de junio de 2017 | Descarga digital streaming                                                            | Tiësto remix           | RCA          | [ 14 ]  |
| Varios         | 23 de junio de 2017 | Descarga digital streaming                                                            | Lost Frequencies remix | RCA          | [ 15 ]  |
| Varios         | 23 de junio de 2017 | Descarga digital streaming                                                            | Gigamesh remix         | RCA          | [ 16 ]  |
| Varios         | 30 de junio de 2017 | Descarga digital streaming                                                            | Dillon Francis remix   | RCA          | [ 17 ]  |
| Varios         | 30 de junio de 2017 | Descarga digital streaming                                                            | Alan Walker remix      | RCA          | [ 18 ]  |